# Phyllophaga pilosipes
Phyllophaga pilosipes är en skalbaggsart som beskrevs av Saylor 1940. Phyllophaga pilosipes ingår i släktet Phyllophaga och familjen Melolonthidae. Inga underarter finns listade i Catalogue of Life.